# Бинануова (Кремона)
Бинануова је насеље у Италији у округу Кремона, региону Ломбардија.
Према процени из 2011. у насељу је живело 347 становника. Насеље се налази на надморској висини од 40 м.